# BMW Série 6 Gran Turismo
La BMW Série 6 Gran Turismo (BMW Série 6 GT en abrégé; désignation interne G32) est une berline à hayon disponible chez BMW depuis 2017. Comme le modèle précédent, la BMW Série 5 Gran Turismo, elle est généralement attribuée à la catégorie des grandes routières, mais BMW la désigne comme une voiture luxueuse. Techniquement, la Série 6 GT est dérivée de la Série 5 G30, mais elle a des vitres latérales sans cadre  et 40 litres d'espace de coffre en plus avec le dossier de siège arrière rabattu et 110 litres d'espace de coffre en plus que la Série 5 version break (Touring, G31).

## Historique du modèle
BMW a présenté le modèle le 14 juin 2017, l'a officiellement montré publiquement pour la première fois au Salon de l'automobile de Francfort 2017 et l'a lancé en novembre 2017. BMW a présenté une version révisée de la gamme le 27 mai 2020. Elle a été mise en vente en juillet 2020. La Série 6 est construite à l'usine de Dingolfing en Bavière.

## Technologie
La Série 6 GT est basée sur la plate-forme CLAR de BMW.

### Carrosserie

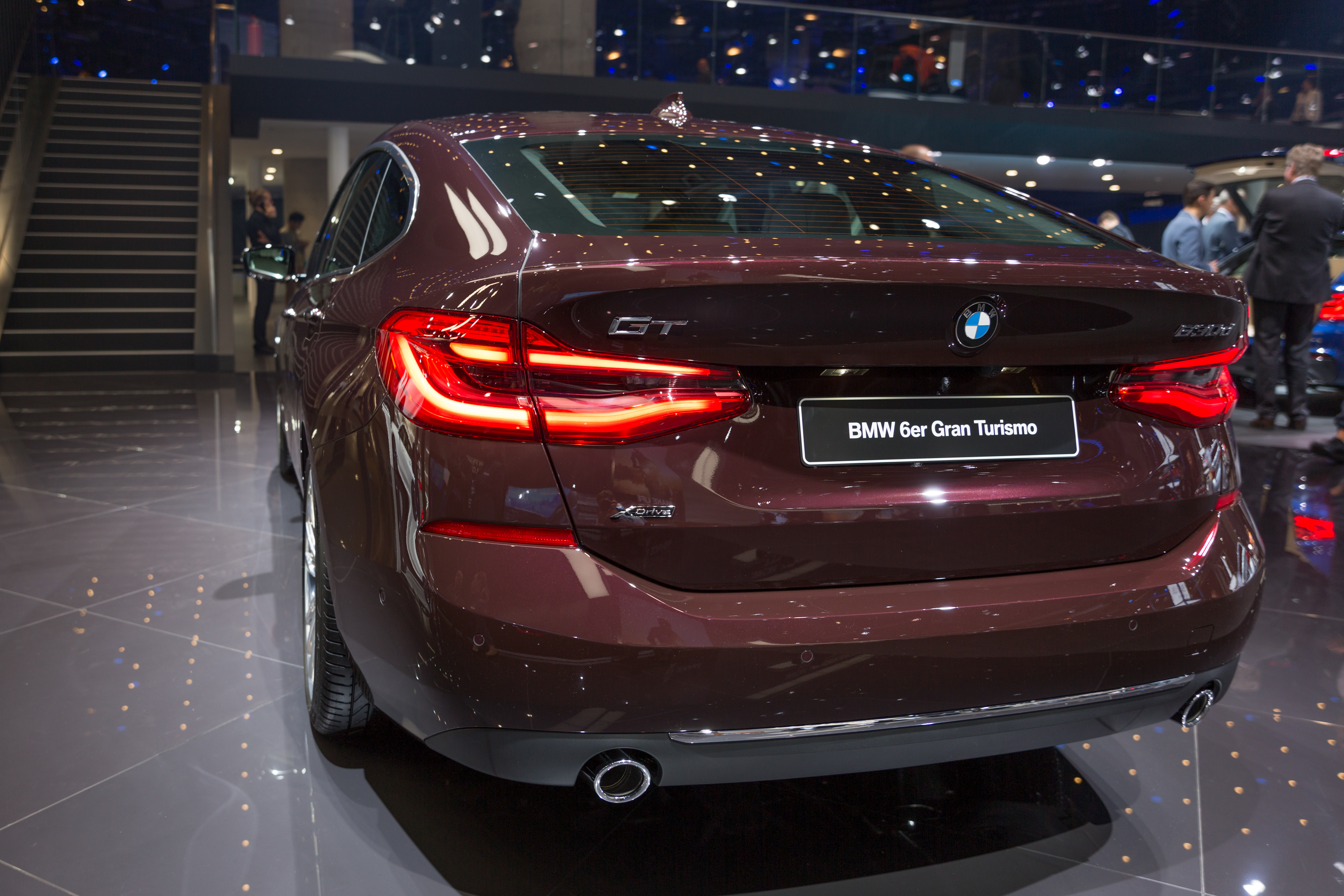
Vue arrière

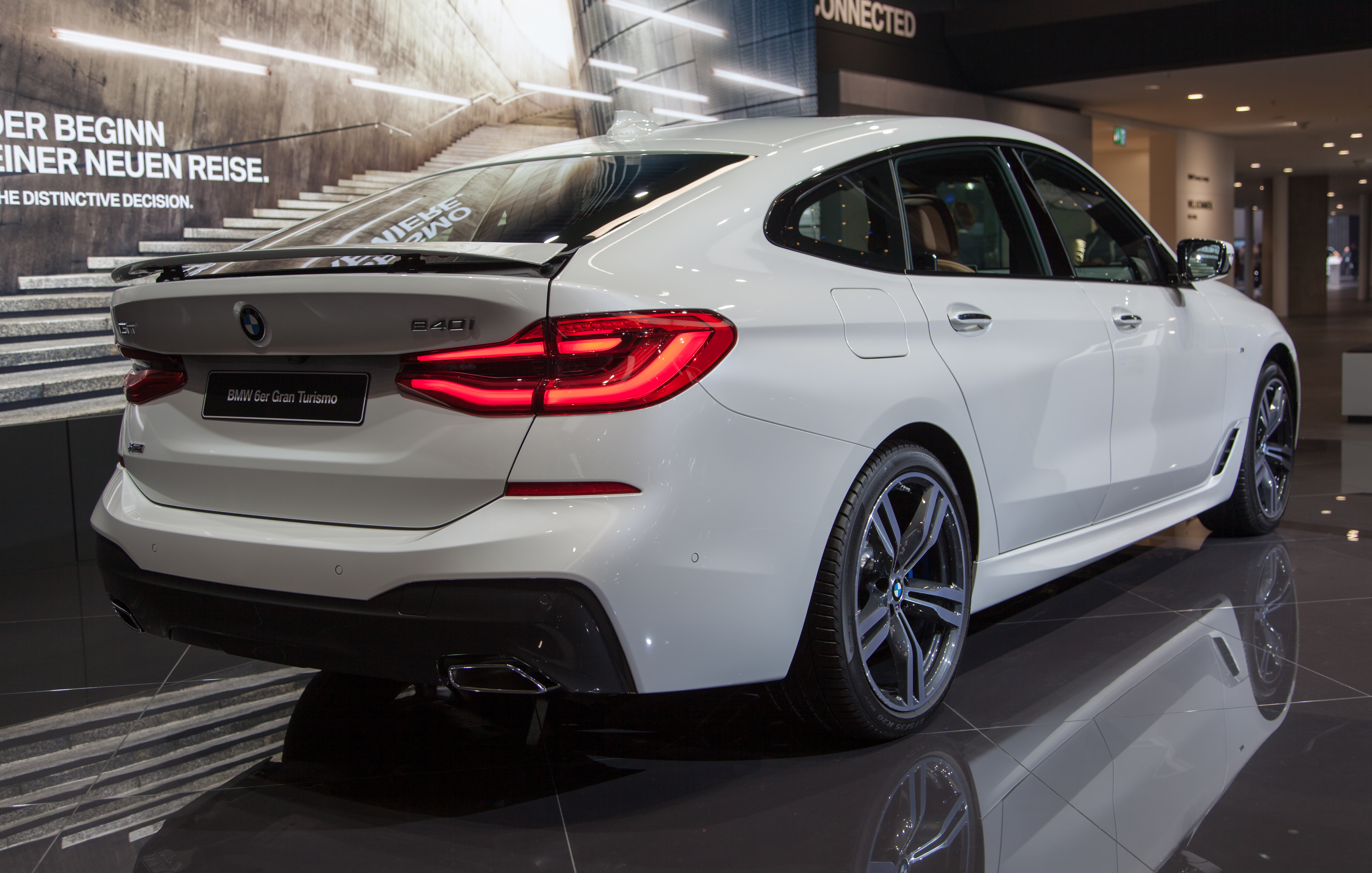
Vue latérale arrière avec aileron surélevé

En utilisant de l’acier à haute résistance et de l'aluminium, le poids a pu être réduit jusqu'à 150 kg (selon l'équipement) et la hauteur de 21 mm par rapport au prédécesseur; cela s'accompagne d'un centre de gravité plus bas. De plus, le seuil de chargement s'est abaissé de plus de 5 cm. Le coefficient de traînée est compris entre 0,25 (630d GT, 620d GT) et 0,27 (640i xDrive GT, 640d xDrive GT) avec une surface frontale de 2,54 m² spécifié pour la BMW Série 6 GT,,; À titre de comparaison, la surface frontale de la Volkswagen Golf VII est de 2,19 m².

### Châssis
De l'aluminium est également utilisé pour les deux essieux. L'essieu arrière est un essieu à cinq bras à double montage flexible; l’essieu arrière du véhicule est équipé de série d'un contrôle de niveau et d'une suspension pneumatique, ainsi que d’une suspension pneumatique adaptative aux 2 essieux qui utilise les données de navigation avec l'équipement approprié disponible moyennant un supplément; une transmission intégrale est disponible en option. Toutes les roues ont des freins à disque ventilés, avec des étriers de frein fixes à quatre pistons à l’avant et à un piston à l’arrière,; une distance de freinage de 32,2 m de a été mesurée 100 à 0 km/h.

## Transmission
Lors du lancement sur le marché, la Série 6 Gran Turismo était disponible avec trois variantes de moteur : deux moteurs essence turbocompressés avec des cylindrées de 2,0 litres et 3,0 litres et un moteur Diesel de 3,0 litres. Les moteurs de 3,0 litres sont des moteurs six cylindres en ligne et ils sont également disponibles dans la version XDrive à traction intégrale. Depuis août 2018, elle est également disponible avec un moteur diesel quatre cylindres en ligne de 2,0 litres; Avec ce moteur, le temps d'accélération de 0 à 100 km/h est de 7,9 secondes et la consommation de carburant standard combinée est compris entre 4,8 et 4,9 l/100 km.